# Stade de la Beaujoire
Stade de la Beaujoire ili Stade de la Beaujoire - Louis Fonteneau je nogometni stadion koji se nalazi u francuskom gradu Nantesu te je dom istoimenog kluba FC Nantes. Otvoren je 8. svibnja 1984. godine te je pritom odigrana prijateljska utakmica između domaćina Nantesa i rumunjske reprezentacije.
Nakon što je 1984. godine umro Nantesov dugogodišnji predsjednik Louis Fonteneau, ime stadiona je produženo u Stade de la Beaujoire - Louis Fonteneau.
Stadion je 1984. i 1998. godine bio domaćin utakmica europskog i svjetskog prvenstva kojem je Francuska bila domaćin. Također, na Stade de la Beaujoire su se 2007. odigrali neki susreti Svjetskog ragbijaškog kupa.
Osim sportskih susreta, stadion se koristio i za održavanje koncerata, tako da su na njemu dosad gostovali AC/DC, The Police, Yes, Phil Collins, Genesis, Pink Floyd, Sting, Dire Straits, U2 i Eminem.

## Povijest
Nantes je u prošlosti koristio stariji stadion Stade Marcel-Saupin koji se nalazi u neposrednoj blizini grada ali zbog malog kapaciteta od 27.000 mjesta više nije udovoljavao zahtjevima kluba. Ideju o izgradnji novog stadiona je krajem 1970-ih donio tadašnji predsjednik kluba Louis Fonteneau. Tako je 1984. otvoren novi Stade de la Beaujoire čiji su troškovi izgradnje stajali stotinu milijuna franaka. Stadion je iste godine bio domaćin dvije utakmice Europskog prvenstva kojem je Francuska bila domaćin. Sam klub je na starom Marcel-Saupinu svoju posljednju utakmicu odigrao 28. travnja 1984. protiv rivala AS Saint-Étiennea te je pobijedio s minimalnih 1:0.
Novi stadion je otvoren 8. svibnja 1984. te je pritom odigrana prijateljska utakmica između Nantesa i Rumunjske. Toj utakmici je prisustvovalo rekordnih 52.923 gledatelja.
Nakon što je 30. siječnja 1989. preminuo dugogodišnji klupski direktor Louis Fonteneau, ime stadiona je promijenjeno u Stade de la Beaujoire - Louis Fonteneau.
Za potrebe Svjetskog prvenstva 1998., Stade de la Beaujoire je odabran kao jedan od stadiona domaćina. Zbog toga je iste godine renoviran a troškovi obnavljanja stajali su 42,84 milijuna franaka. Tako je povećan kapacitet na 38.285 mjesta, poboljšan je pristup stadionu, postavljena je dodatna rasvjeta, provedena je modernizacija zvuka, dodan je drugi LCD panel dok je postojeći obnovljen dok su gledatelji zaštićeni od vjetra. U konačnici je stadionu dodijeljeno šest utakmica od čega je najznačajniji četvrtfinalni susret između Brazila i Danske.

## Tribine
Stadion ima četiri tribine i one su dobile nazive po znamenitostima grada:
- Tribina Loire: tribina koja je dobila ime po najvećoj francuskoj rijeci koja između ostalog teče uz grad Nantes.
- Tribina Erdre: tribina koja je dobila ime po istoimenoj rijeci koja teče u zapadnoj Francuskoj te se ulijeva u rijeku Loire.
- Tribina Jules Verne: tribina je imenovana u čast slavnog francuskoj pisca romana za djecu i odrasle te pionira znanstvene frantastike koji je rođen u Nantesu.
- Tribina Océane: francuska riječ za ocean čime se aludira na Atlantik pokraj kojeg se nalazi Nantes.

## Odigrane utakmice na stadionu

### Utakmice EP-a 1984.
| 16. lipnja 1984. 17:15                             |     |         | |
| Francuska                                          | 5:0 | Belgija | Stade de la Beaujoire, Nantes Utakmica: utakmica skupine A Gledatelja: 51.359 Sudac: Robert Valentine (Škotska) |
| Platini 4', 74' (p), 89' Giresse 33' Fernández 43' |     |         | Stade de la Beaujoire, Nantes Utakmica: utakmica skupine A Gledatelja: 51.359 Sudac: Robert Valentine (Škotska) |

| 20. lipnja 1984. 20:30 |     |           | |
| Portugal               | 1:0 | Rumunjska | Stade de la Beaujoire, Nantes Utakmica: utakmica skupine B Gledatelja: 24.464 Sudac: Heinz Fahnler (Austrija) |
| Nené 81'               |     |           | Stade de la Beaujoire, Nantes Utakmica: utakmica skupine B Gledatelja: 24.464 Sudac: Heinz Fahnler (Austrija) |

### Utakmice SP-a 1998.
| 13. lipnja 1998. 14:30 |     |                                  | |
| Španjolska             | 2:3 | Nigerija                         | Stade de la Beaujoire, Nantes Utakmica: utakmica skupine D Gledatelja: 33.257 Sudac: Esfandiar Baharmast (SAD) |
| Hierro 20' Raúl 46'    |     | Adepoju 24' Lawal 72' Oliseh 77' | Stade de la Beaujoire, Nantes Utakmica: utakmica skupine D Gledatelja: 33.257 Sudac: Esfandiar Baharmast (SAD) |

| 16. lipnja 1998. 21:00            |     |        | |
| Brazil                            | 3:0 | Maroko | Stade de la Beaujoire, Nantes Utakmica: utakmica skupine A Gledatelja: 35.500 Sudac: Nikolaj Levnikov (Rusija) |
| Ronaldo 9' Rivaldo 45' Bebeto 50' |     |        | Stade de la Beaujoire, Nantes Utakmica: utakmica skupine A Gledatelja: 35.500 Sudac: Nikolaj Levnikov (Rusija) |

| 20. lipnja 1998. 14:30 |     |           | |
| Japan                  | 0:1 | Hrvatska  | Stade de la Beaujoire, Nantes Utakmica: utakmica skupine H Gledatelja: 35.500 Sudac: Ramesh Ramdhan (Trinidad i Tobago) |
|                        |     | Šuker 77' | Stade de la Beaujoire, Nantes Utakmica: utakmica skupine H Gledatelja: 35.500 Sudac: Ramesh Ramdhan (Trinidad i Tobago) |

| 23. lipnja 1998. 16:00 |     |           | |
| Čile                   | 1:1 | Kamerun   | Stade de la Beaujoire, Nantes Utakmica: utakmica skupine B Gledatelja: 35.500 Sudac: Laszlo Vagner (Mađarska) |
| Sierra 20'             |     | Mboma 55' | Stade de la Beaujoire, Nantes Utakmica: utakmica skupine B Gledatelja: 35.500 Sudac: Laszlo Vagner (Mađarska) |

| 25. lipnja 1998. 21:00 |     |                | |
| SAD                    | 0:1 | SRJ            | Stade de la Beaujoire, Nantes Utakmica: utakmica skupine F Gledatelja: 35.500 Sudac: Gamal Al-Ghandour (Egipat) |
|                        |     | Komljenović 4' | Stade de la Beaujoire, Nantes Utakmica: utakmica skupine F Gledatelja: 35.500 Sudac: Gamal Al-Ghandour (Egipat) |

| 3. srpnja 1998. 16:30       |     |                                | |
| Brazil                      | 3:2 | Danska                         | Stade de la Beaujoire, Nantes Utakmica: četvrtfinale Gledatelja: 35.500 Sudac: Gamal Al-Ghandour (Egipat) |
| Bebeto 10' Rivaldo 25', 59' |     | Jørgensen 2' Brian Laudrup 50' | Stade de la Beaujoire, Nantes Utakmica: četvrtfinale Gledatelja: 35.500 Sudac: Gamal Al-Ghandour (Egipat) |

### Ostale nogometne utakmice
| 26. travnja 1995.                                  |     |          | |
| Francuska                                          | 4:0 | Slovačka | Stade de la Beaujoire, Nantes Utakmica: kvalifikacije za EURO 1996. Gledatelja: 23.910 Sudac: Bernd Heynemann (Njemačka) |
| Krištofík 27' (ag) Ginola 42' Blanc 57' Guérin 62' |     |          | Stade de la Beaujoire, Nantes Utakmica: kvalifikacije za EURO 1996. Gledatelja: 23.910 Sudac: Bernd Heynemann (Njemačka) |

| 15. kolovoza 2001. |     |        | |
| Francuska          | 1:0 | Danska | Stade de la Beaujoire, Nantes Utakmica: prijateljski turnir Amical Gledatelja: 36.700 Sudac: T. McCurry (Škotska) |
| Pirès 13'          |     |        | Stade de la Beaujoire, Nantes Utakmica: prijateljski turnir Amical Gledatelja: 36.700 Sudac: T. McCurry (Škotska) |

| 24. ožujka 2007. |     |       | |
| Francuska        | 2:0 | Litva | Stade de la Beaujoire, Nantes Utakmica: kvalifikacije za EURO 2008. Gledatelja: 36.350 Sudac: Viktor Kassai (Mađarska) |
| Henry 80', 81'   |     |       | Stade de la Beaujoire, Nantes Utakmica: kvalifikacije za EURO 2008. Gledatelja: 36.350 Sudac: Viktor Kassai (Mađarska) |

### Utakmice Svj. kupa u ragbiju 2007.
| 9. rujna 2007. |       |        |                                                                               |
| Wales          | 42:17 | Kanada | Stade de la Beaujoire, Nantes Gledatelja: 37.500 Sudac: Alain Rolland (Irska) |
|                |       |        | Stade de la Beaujoire, Nantes Gledatelja: 37.500 Sudac: Alain Rolland (Irska) |

| 22. rujna 2007. |       |       |                                                                            |
| Engleska        | 44:22 | Samoa | Stade de la Beaujoire, Nantes Gledatelja: 37.022 Sudac: Alan Lewis (Irska) |
|                 |       |       | Stade de la Beaujoire, Nantes Gledatelja: 37.022 Sudac: Alan Lewis (Irska) |

| 29. rujna 2007. |       |       |                                                                                       |
| Wales           | 34:38 | Fidži | Stade de la Beaujoire, Nantes Gledatelja: 37.080 Sudac: Stuart Dickinson (Australija) |
|                 |       |       | Stade de la Beaujoire, Nantes Gledatelja: 37.080 Sudac: Stuart Dickinson (Australija) |

## Vanjske poveznice
- Informacije o stadionu na službenim web stranicama kluba  Arhivirana inačica izvorne stranice od 9. veljače 2008. (Wayback Machine)